# Nasuhlar, Adapazarı
Nasuhlar là một xã thuộc quận Adapazarı, tỉnh Sakarya, Thổ Nhĩ Kỳ. Dân số thời điểm năm 2008 là 151 người.